# Rainbow-hegység
A Rainbow-hegység (angolul Rainbow Range, magyarul am. Szivárvány-hegység) hegylánc Kanada Brit Columbia tartományában, a Chilcotin-fennsíkon, 40 kilométerre az Anahim-tótól. Legmagasabb csúcsa a 2495 méter magas Tsitsutl-csúcs. A hegység részben a Tweedsmuir South Provincial Park területén fekszik.

## Neve
A hegység a nevét onnan kapta, hogy a vulkanikus láva és homok színe változatos a benne található az ásványi sók miatt, hasonlóan a Spatsizi-platón található Spectrum-hegységhez. Az őslakosok nyelvén a Tsitsutl am. Szivárványhegy, és ma a hegység legmagasabb csúcsának a neve.

## Geológia

Az Anahim vulkanikus övezet térképe

A Rainbow-hegység egy 8 millió éves peralkáli kőzetekből álló pajzsvulkán az Anahim vulkanikus övezetben. A gleccserek által erősen lepusztított pajzs átmérője 30 km. Kialakulása máig sem teljesen tisztázott. Feltételezések szerint akkor keletkezett, amikor az Észak-amerikai-kőzetlemez áthaladt egy forró folt felett.

## Fordítás
Ez a szócikk részben vagy egészben  a   Rainbow Range (Chilcotin Plateau) című angol Wikipédia-szócikk ezen változatának fordításán alapul.  Az eredeti cikk szerkesztőit annak laptörténete sorolja fel. Ez a jelzés csupán a megfogalmazás eredetét és a szerzői jogokat jelzi, nem szolgál a cikkben szereplő információk forrásmegjelöléseként.